# Van Beyma

Geslachtswapen (1842)

Van Beyma (ook: Van Beijma en Van Beyma thoe Kingma) is een Nederlands adellijk geslacht.

## Geschiedenis
De stamreeks begint met Jucke to Bannerhuys, landbouwer op de state Bernardahuis te Lichtaard en landeigenaar die tussen 1527 en 1540 overleed. Zijn zoon werd burgemeester van Dokkum, zijn kleinzoon hoogleraar te Franeker.
Bij Koninklijke Besluiten van 10 april en van 11 november 1842 werden leden van het geslacht erkend te behoren tot de Nederlandse adel.
Bij KB van 21 februari 1984 werd [jhr.] Pieter Laurens van Beijma (1943) op zijn verzoek geroyeerd uit de Nederlandse adel. 

### Zeeuwse adoptiezaak
Een adoptiefkind van de familie Van Beijma diende in 1996 een verzoek in bij de Hoge Raad van Adel om ingeschreven te worden in het filiatieregister. De Raad besliste negatief op dit verzoek, waarop de verzoekster bezwaar aantekende bij de minister van Binnenlandse zaken. De minister verklaarde dit bezwaar ongegrond. Van Beijma ging in beroep bij de rechtbank van Middelburg, die het beroep afwees. Deze uitspraak werd op 27 juni 2001 op een vormfout vernietigd door de Raad van State. Niet de Hoge Raad van Adel, maar het ministerie was bevoegd op de aanvraag te beslissen.
In een tweede beroepszaak gaf de Rechtbank Middelburg van Beijma wèl gelijk. Volgens de Rechtbank had het ministerie ten onrechte geweigerd om aan haar verzoek tot inschrijving te voldoen. Maar ook die uitspraak werd op 5 januari 2005 vernietigd door de afdeling bestuursrechtspraak van de Raad van State. De inschrijving in het filiatieregister werd andermaal geweigerd. 

### Royement
Pieter Laurens van Beyma, diende begin jaren tachtig een verzoek in om zich uit te schrijven uit de Nederlandse adel en uit het filiatieregister. De Hoge Raad van Adel adviseerde tot afwijzing van dit verzoek. Daarop wendde de verzoeker zich tot de ombudsman van de VARA. Uiteindelijk werd verzoeker bij KB van 21 februari 1984 geroyeerd uit de Nederlandse adel. Daarbij werd uitdrukkelijk bepaald, dat dit alleen gold voor hemzelf, niet voor zijn kinderen en verdere nakomelingen..

## Enkele telgen
Jan Juckez toe Bannerhuys, later: Johan Juckz Beyema († 1564), burgemeester van Dokkum
- prof. dr. Julius van Beyma (circa 1539-1598), hoogleraar te Franeker, raadsheer bij het Hof van Friesland
  - dr. Lambert van Beyma (circa 1592-1659), secretaris van Oostdongeradeel en van gedeputeerde staten van Friesland
    - Coert van Beyma (1627-[1665]), rentmeester der domeinen
      - Julius van Beyma (1654-1697), kolonel in Statendienst
        - Coert van Beyma (1681-1748), secretaris admiraliteit te Harlingen, compagnieschrijver
          - Julius Matthijs van Beyma thoe Kingma (1727-1808), secretaris admiraliteit te Harlingen, rekenmeester, bewoonde Kingmastate
            - mr. Court Lambertus van Beyma (1753-1820), afgevaardigde en gedeputeerde in de Friese Staten, voorman van de Friese patriotten, lid van de Provinciale Staten van Friesland
              - jhr. Julius Matthijs van Beyma thoe Kingma (1781-1847), lid van de Provinciale Staten van Friesland
                - jhr. mr. Coert Lambertus van Beyma thoe Kingma (1808-1882), burgemeester
                - jhr. mr. Sijbrand Willem Hendrik Adriaan van Beyma thoe Kingma (1812-1877), lid van de Tweede Kamer
                - jhr. mr. Frederik Hessel van Beyma thoe Kingma (1818-1899), burgemeester
                  - jhr. mr. Tarquinius Johannes van Beyma thoe Kingma (1847-1899), raadsheer hooggerechtshof in Nederlands-Indië; trouwde in 1881 met jkvr. Adrienne Hermine de Stuers (1860-1930), lid van de familie De Stuers

                - jhr. Ulbo Jetze Heerma van Beyma thoe Kingma (1821-1876), burgemeester en lid van de Provinciale Staten van Friesland

              - Petrus Johannes van Beyma (1783-1830), lid van de Provinciale Staten van Friesland
                - jhr. mr. Coert Lamberts van Beyma (1809-1893), kantonrechter, lid van de Provinciale Staten van Friesland
                - jhr. Egidius Daniël van Beyma (1811-1894), burgemeester en lid van de Provinciale Staten van Friesland
                - jhr. mr. Julius Matthijs van Beyma (1813-1898), officier van justitie
                  - jhr. mr. Petrus Johannes van Beyma (1839-1911), secretaris-generaal van het ministerie van Justitie, lid Eerste Kamer; trouwde in 1862 met zijn nicht jkvr. Geertrui Vegelin van Claerbergen (1838-1909), lid van de familie Vegelin van Claerbergen
                  - jhr. Lollius van Beijma (1840-1925), majoor, intendant van paleis Soestdijk, wethouder van Baarn; trouwde in 1869 met zijn nicht jkvr. Fokel Berber Helena Vegelin van Claerbergen (1847-1919), lid van de familie Vegelin van Claerbergen
                  - jhr. Eduard Marius van Beyma (1843-1915), majoor der artillerie
                    - jhr. mr. Julius Matthijs van Beyma (1877-1944), burgemeester van Leeuwarden, lid van de Provinciale Staten van Friesland
                      - jhr. mr. Ulrich Herman van Beijma (1907-1960), zendingsconsul
                        - (jhr.) Pieter Laurens van Beyma (1943), op zijn verzoek geroyeerd uit de Nederlandse adel

                  - jhr. Jan van Beyma (1848-1900), burgemeester

                - jkvr. Aurelia van Beyma (1815-1851); trouwde in 1834 met jhr. mr. Pieter Benjamin Johan Vegilin van Claerbergen (1808-1879), grietman van Haskerland, lid van de provinciale en gedeputeerde staten van Friesland, lid van de Tweede Kamer der Staten-Generaal, lid van de familie Vegelin van Claerbergen
                  - jkvr. Geertrui Vegelin van Claerbergen (1838-1909); trouwde in 1862 met haar neef jhr. mr. Petrus Johannes van Beyma (1839-1911), secretaris-generaal van het ministerie van Justitie, lid Eerste Kamer
                  - jkvr. Fokel Berber Helena Vegelin van Claerbergen (1847-1919); trouwde in 1869 met haar neef jhr. Lollius van Beijma (1840-1925), majoor, intendant van paleis Soestdijk, wethouder van Baarn